# Olympische Sommerspiele 2004/Teilnehmer (Antigua und Barbuda)
| Gelbes Symbol für Goldmedaillen mit stilisierten Olympischen Ringen | Graues Symbol für Silbermedaillen mit stilisierten Olympischen Ringen | Braundes Symbol für Bronzemedaillen mit stilisierten Olympischen Ringen |
| ------------------------------------------------------------------- | --------------------------------------------------------------------- | ----------------------------------------------------------------------- |
| —                                                                   | —                                                                     | —                                                                       |

Antigua und Barbuda nahm 2004 zum siebten Mal an den Olympischen Sommerspielen teil. Bisher konnte das Land noch keine Medaille gewinnen.

## Teilnehmer nach Sportarten
Die Olympiamannschaft bestand aus fünf Athleten:

### Leichtathletik
- Daniel Bailey
Männer, 100 m, 1. Runde
- Brendan Christian
Männer, 200 m, 2. Runde
- Heather Samuel
Frauen, 100 m, 1. Runde

### Schwimmen
- Malique Williams
Männer, 50 m Freistil, in den Vorläufen ausgeschieden
- Christal O’Reilly Clashing
Frauen, 50 m Freistil, in den Vorläufen ausgeschieden